# Выборы в Законодательное собрание города Севастополя (2019)
Выборы депутатов Законодательного собрания города Севастополя второго созыва состоялись в Севастополе в единый день голосования 8 сентября 2019 года. Партия «Единая Россия» победила как в едином (38,50 %), так и большинстве одномандатных округов (6 из 8) и получила большинство мест (14 из 24), потеряв при этом 8 мест. КПРФ и ЛДПР получили по 3 места, «Справедливая Россия», Партия пенсионеров и РЭП «Зелёные» — по одному. Также был избран 1 самовыдвиженец.

## Избирательная система
Депутаты Законодательного собрания города Севастополя избираются на 5 лет по смешанной системе (параллельное голосование).
Из 24 депутатов 16 избираются в едином избирательном округе по пропорциональному принципу из партийных списков. Общее число кандидатов в списке должно быть от 12 до 24 человек. Количество кандидатов, не являющихся членами партии, не должно превышать 50 % от всего списка. В список не могут быть включены члены иных политических партий.
Для получения мест партийный список должен преодолеть процентный барьер в 5 %. Если сумма голосов за партии, преодолевшие барьер, составляет менее 50 %, к распределению мандатов поочерёдно допускаются списки, набравшие менее 5 %, пока сумма голосов не превысит 50 %. Если за одну партию отдано более 50 % голосов, а остальные списки набрали менее 5 % голосов, к распределению мандатов допускается партия, которая заняла второе место. Между партиями места распределяются по методу Д’Ондта. Внутри партийных списков мандаты получают в порядке размещения в списке.
Остальные 8 депутатов избираются в одномандатных округах по системе относительного большинства. Кандидаты выдвигаются партиями или в порядке самовыдвижения.

## Ключевые даты
- 4 июня Законодательное собрание города Севастополя назначило выборы на 8 сентября 2019 года (единый день голосования).
- 8 июня постановление о назначении выборов было опубликовано в СМИ[2].
- 10 июня Севастопольская городская избирательная комиссия утвердила календарный план мероприятий по подготовке и проведению выборов[2].
- с 8 июня по 8 июля — период выдвижения кандидатов и партийных списков[2].
  - агитационный период начинается со дня выдвижения и заканчивается и прекращается за одни сутки до дня голосования[2].
- по 13 июля — период представления документов для регистрации кандидатов и партийных списков[2].
  - в течение 10 дней после принятия документов для регистрации — принятие решения о регистрации кандидата или списка либо об отказе в регистрации[2].
- с 10 августа по 6 сентября — период агитации в СМИ[2].
- 7 сентября — день тишины[2].
- 8 сентября — день голосования.

## Участники
Согласно постановлению городской избирательной комиссии, 4 политические партии имели право выставить списки кандидатов без сбора подписей избирателей:
- Единая Россия;
- Коммунистическая партия Российской Федерации;
- ЛДПР — Либерально-демократическая партия России;
- Справедливая Россия.

### Партийные списки
Для регистрации партиям необходимо было собрать от 1566 до 1722 подписей (0,5 % от числа избирателей).
| Номер в бюллетене | Партия                                                                                           | Первые три кандидата в списке                                                                                         | Кандидатов в списке | Статус списка          |  |
| ----------------- | ------------------------------------------------------------------------------------------------ | --- | ------------------- | ---------------------- |  |
| 1                 | «Единая Россия»                                                                                  | Александр Витко Екатерина Алтабаева Дмитрий Саблин                                                                    | 23                  | зарегистрирован        |  |
| 2                 | «Справедливая Россия»                                                                            | Евгений Дубовик Валентин Дьяченко Раиса Семёнова                                                                      | 23                  | зарегистрирован        |  |
| 3                 | Коммунистическая партия Российской Федерации                                                     | Василий Пархоменко Роман Кияшко Сергей Борисов                                                                        | 23                  | зарегистрирован        |  |
| 4                 | ЛДПР — Либерально-демократическая партия России                                                  | Владимир Жириновский Илья Журавлёв Андрей Куринов                                                                     | 22                  | зарегистрирован        |  |
| 5                 | Российская партия пенсионеров за социальную справедливость                                       | Михаил Волков Елена Глотова Александр Ильин Людмила Руденко Александр Чос Борис Мошкин Сергей Дубравский Леонид Ходос | 17                  | зарегистрирован        |  |
| 6                 | Коммунистическая партия Коммунисты России                                                        | Максим Сурайкин Ярослав Сидоров Евгений Бочаров                                                                       | 19                  | зарегистрирован        |  |
|                   |                                                                                                  | |                     |                        |  |
|                   | Партия дела                                                                                      | Игорь Берсенев Максим Беседин Александр Ильин                                                                         | 18                  | отказано в регистрации |  |
|                   | «Родина»                                                                                         | Ольга Тимофеева Иван Комелов Григорий Донец                                                                           | 17                  | отказано в регистрации |  |
|                   | Партия ветеранов России                                                                          | Сергей Бинали Мария Трынкина Альбина Гаевская-Прошина                                                                 | 14                  | отказано в регистрации |  |
|                   | Российская экологическая партия «Зелёные»                                                        | Вячеслав Горелов Сергей Кажанов Лилия Бондарева                                                                       | 15                  | отказано в регистрации |  |
|                   | «Добрых дел, защиты детей, женщин, свободы, природы и пенсионеров, против насилия над животными» | |                     | отказано в заверении   |  |
| 1.                |                                                                                                  | |                     |                        |  |

### Кандидаты по одномандатным округам
По 8 одномандатным округам кандидаты могли выдвигаться как от партии, так и путём самовыдвижения. Кандидатам необходимо собрать 3 % подписей от числа избирателей соответствующего одномандатного округа.
| Партия | Партия                                    | Выдвижение | Выдвижение                            | Регистрация        | Регистрация            | Регистрация              |
| Партия | Партия                                    | Выдвинуто  | Утратило статус выдвинутого кандидата | Зареги- стрировано | Отказано в регистрации | Выбыло после регистрации |
| ------ | ----------------------------------------- | ---------- | ------------------------------------- | ------------------ | ---------------------- | ------------------------ |
|        | «Справедливая Россия»                     | 8          | 0                                     | 8                  | 0                      | 0                        |
|        | Российская экологическая партия «Зелёные» | 1          | 0                                     | 1                  | 0                      | 0                        |
|        | Партия дела                               | 1          | 0                                     | 0                  | 1                      | 0                        |
|        | «Родина»                                  | 2          | 0                                     | 0                  | 2                      | 0                        |
|        | Партия ветеранов России                   | 7          | 0                                     | 0                  | 7                      | 0                        |
|        | Коммунистическая партия Коммунисты России | 8          | 0                                     | 8                  | 0                      | 0                        |
|        | КПРФ                                      | 8          | 0                                     | 8                  | 0                      | 0                        |
|        | ЛДПР                                      | 8          | 0                                     | 7                  | 0                      | 1                        |
|        | «Единая Россия»                           | 7          | 0                                     | 7                  | 0                      | 0                        |
|        | Самовыдвижение                            | 33         | 1                                     | 15                 | 18                     | 0                        |
| Всего  | Всего                                     | 83         | 1                                     | 54                 | 28                     | 1                        |

## Опросы
| Дата | Опрос проводил | ЕР            | КПРФ  | ЛДПР | СР   | Родина | Яблоко | Другая партия | Не опреде- лились | Испортят бюлле- тень | Не пойдут | Иное |       |     |     |      |     |     |     |
| ---- | -------------- | ------------- | ----- | ---- | ---- | ------ | ------ | ------------- | ----------------- | -------------------- | --------- | ---- | ----- | --- | --- | ---- | --- | --- | --- |
| Дата | Опрос проводил | 26—29.03.2019 | ЦИПКР | 39 % | 17 % | 9 %    | 2 %    | Другая партия | Не опреде- лились | Испортят бюлле- тень | Не пойдут | Иное | 1,3 % | 1 % | 3 % | 15 % | 5 % | 4 % | 4 % |

## Результаты
| Партия                           | Партия                           | по единому округу | по единому округу | по единому округу | по единому округу | по единому округу | по одно- мандатным округам | по одно- мандатным округам | всего | всего | всего   | всего    |
| Партия                           | Партия                           | Голосов           | %                 | +/-               | Мест              | +/-               | Мест                       | +/-                        | Мест  | +/-   | %       | +/-      |
| -------------------------------- | -------------------------------- | ----------------- | ----------------- | ----------------- | ----------------- | ----------------- | -------------------------- | -------------------------- | ----- | ----- | ------- | -------- |
|                                  | «Единая Россия»                  | 36 242            | 38,50 %           | ▼38,17 %          | 8                 | ▼6                | 6                          | ▼2                         | 14    | ▼8    | 58,33 % | ▼33,33 % |
|                                  | КПРФ                             | 17 601            | 18,70 %           | ▲14,96 %          | 3                 | ▲3                | 0                          | ▬0                         | 3     | ▲3    | 12,50 % | ▲12,50 % |
|                                  | ЛДПР                             | 17 467            | 18,55 %           | ▲11,16 %          | 3                 | ▲1                | 0                          | ▬0                         | 3     | ▲1    | 12,50 % | ▲4,17 %  |
|                                  | «Справедливая Россия»            | 8267              | 8,78 %            | ▲6,96 %           | 1                 | ▲1                | 0                          | ▬0                         | 1     | ▲1    | 4,17 %  | ▲4,17 %  |
|                                  | Партия пенсионеров               | 6470              | 6,87 %            | ▲6,57 %           | 1                 | ▲1                |                            |                            | 1     | ▲1    | 4,17 %  | ▲4,17 %  |
|                                  |                                  |                   |                   |                   |                   |                   |                            |                            |       |       |         |          |
|                                  | «Коммунисты России»              | 3584              | 3,81 %            | ▲3,50 %           | 0                 | ▬0                | 0                          | —                          | 0     | ▬0    | 0 %     | ▬0 %     |
|                                  | РЭП «Зелёные»                    |                   |                   |                   |                   |                   | 1                          | —                          | 1     | —     | 4,17 %  | —        |
|                                  | Самовыдвижение                   |                   |                   |                   |                   |                   | 1                          | ▲1                         | 1     | ▲1    | 4,17 %  | ▲4,17 %  |
|                                  |                                  |                   |                   |                   |                   |                   |                            |                            |       |       |         |          |
| Действительные бюллетени         | Действительные бюллетени         | 89 631            | 95,21 %           | ▼3,09 %           |                   |                   |                            |                            |       |       |         |          |
| Недействительные бюллетени       | Недействительные бюллетени       | 4510              | 4,79 %            | ▲3,09 %           |                   |                   |                            |                            |       |       |         |          |
| Всего                            | Всего                            | 94 141            | 100 %             | —                 | 16                | ▬0                | 8                          | ▬0                         | 24    | ▬0    | 100 %   | —        |
|                                  |                                  |                   |                   |                   |                   |                   |                            |                            |       |       |         |          |
| Бюллетени, выданные на участках  | Бюллетени, выданные на участках  | 90 531            | 95,97 %           | ▲0,92 %           |                   |                   |                            |                            |       |       |         |          |
| Бюллетени, выданные вне участков | Бюллетени, выданные вне участков | 3804              | 4,03 %            | ▲1,28 %           |                   |                   |                            |                            |       |       |         |          |
|                                  |                                  |                   |                   |                   |                   |                   |                            |                            |       |       |         |          |
| Явка                             | Явка                             | 94 335            | 29,18 %           | ▼19,39 %          |                   |                   |                            |                            |       |       |         |          |
| Число избирателей                | Число избирателей                | 323 298           | 100 %             |                   |                   |                   |                            |                            |       |       |         |          |

## Формирование
1 октября 2019 года состоялось первое заседание Законодательного собрания города Севастополя второго созыва. Было сформировано 5 фракций: «Единая Россия» (15 депутатов), КПРФ, ЛДПР (по 3 депутата), «Справедливая Россия» и Российская партия пенсионеров за социальную справедливость (по 1 депутату). Председателем Законодательного собрания был избран Владимир Немцев («Единая Россия»). Заместителями председателя избраны Татьяна Лобач («Единая Россия») и Василий Пархоменко (КПРФ). Полномочиями члена Совета Федерации — представителя от Законодательного собрания наделена Екатерина Алтабаева («Единая Россия»). 6 ноября третьим заместителем председателя был избран Илья Журавлёв (ЛДПР).
| Депутатские объединения | Депутатские объединения                                    | Членов  | Руководитель    |
| Фракции                 | Фракции                                                    | Фракции | Фракции         |
| ----------------------- | ---------------------------------------------------------- | ------- | --------------- |
|                         | Единая Россия                                              | 15      | Татьяна Лобач   |
|                         | Коммунистическая партия Российской Федерации               | 3       | Роман Кияшко    |
|                         | Либерально-демократическая партия России                   | 3       | Илья Журавлёв   |
|                         | Справедливая Россия                                        | 1       | Евгений Дубовик |
|                         | Российская партия пенсионеров за социальную справедливость | 1       | Елена Глотова   |
|                         |                                                            |         |                 |
|                         | Вне фракций (РЭП «Зелёные»)                                | 1       | —               |